# Ibn al-Dubaythí
Abu-Abd-Al·lah Muhàmmad ibn Saïd ibn Yahya (àrab: أبو عبد الله محمد بن سعيد بن يحيى, Abū ʿAbd Allāh Muḥammad b. Saʿīd b. Yaḥyà), conegut com a Ibn ad-Dubaythí (àrab: ابن الدُّبَيْثي, Ibn ad-Dubayṯī), fou un historiador àrab nascut a Wasit el 30 de juny de 1163 i mort a Bagdad el 7 d'octubre de 1239.
Va escriure una història de Wasit, perduda, i una de Bagdad.